# Towarzysze zmierzchu
Towarszysze zmierzchu (tytuł oryginału: Les Compagnons du crépuscule) – francuska seria komiksowa autorstwa François Bourgeona, wydana w trzech częściach w latach 1983–1990 przez wydawnictwo Casterman. Po polsku została opublikowana w 2008 przez Egmont Polska jednym zbiorczym tomie. 

## Fabuła
Rozgrywająca się w XIV wieku historia opowiada o przygodach Mariotte, wnuczki czarownicy, i Aniceta, pachołka, którzy ocaleli z pogromu wsi na południu Francji i udają się na wyprawę w służbie tajemniczego Rycerza. Seria obfituje w wątki fantastyczne i nawiązuje do ludowych wierzeń, oddając jednocześnie w drobiazgowy sposób tło historyczne średniowiecznej Europy i wojny stuletniej.

## Tomy
| Tom | Tytuł i rok wydania polskiego       | Tytuł i rok wydania oryginalnego             |
| --- | ----------------------------------- | -------------------------------------------- |
| 1   | Czary w lesie mgieł (2008)          | Le Sortilège du bois des Brumes (1983)       |
| 2   | Cynowe oczy posępnego miasta (2008) | Les Yeux d'étaing de la ville glauque (1986) |
| 3   | Ostatni śpiew Malaterre'ów (2008)   | Le Dernier chant des Malaterre (1990)        |

## Nagrody
Za trzeci tom Towarzyszy zmierzchu François Bourgeon otrzymał w 1991 nagrodę Alph'Art publiczności na Międzynarodowym Festiwalu Komiksu w Angoulême.